# 不幸の手紙

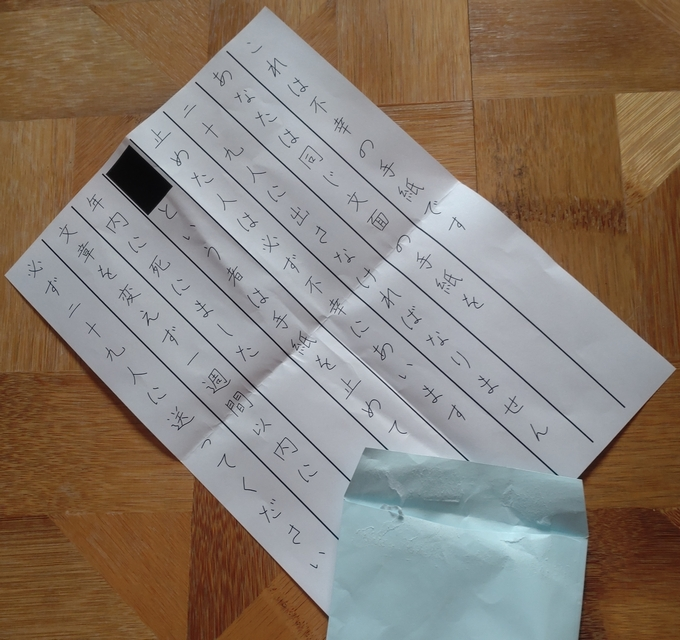
不幸の手紙

不幸の手紙（ふこうのてがみ）は、日本で1960年代、または1970年代頃から流行し始めた、郵便を用いた悪戯行為の一種。
「これを受け取った者は、同じ内容の手紙を一定期間内に不特定多数の人物に送らないと、何らかの不幸に遭う」といった内容の手紙または葉書を、不特定もしくは意図した相手に送って、さらに他の相手へ送ることを促すもの。この手紙を受け取った多くの人々が単なる悪戯や迷信として相手にしない一方で、少なからぬ人々が「不幸に遭いたくない」、「他の誰かに不幸を押しつけたくない」と思い悩み、警察、寺院、神社といった各団体がこれらの対応に乗り出すなど、社会問題にまで発展した。『ドラえもん』や『恐怖新聞』など、漫画の題材としても取り上げられた。「カシマさん」や「サッちゃん」などの都市伝説に影響を与えているとも指摘されている。本項ではこの前身とされる幸運の手紙と、日本国外での類例、インターネットの普及後の「不幸のメール」など、電子メールやSNSでの類例についても述べる。

## 文面
典型的なものとして、以下の文例が挙げられる。
文面のバリエーションとして、他の人へ送る指示を「50時間以内に29人へ」「3日以内に10人へ」などとするものもある。
「私は不幸の手紙です」と、あたかも手紙自体に意思や、霊など何らかの超常の力が宿っており、手紙自体の力が受け手に対して、不幸をもたらすかのような印象をもたらすものもある。また、手紙の連鎖を止めた者が死ぬという意味が、死神のイメージを呼び込んだことから、「これは不幸の手紙といって、私のもとに来た死神です」などのように、「死神」が登場する文面も多い。
手紙を受け取った者が、誰かに相談することを禁じるためとみえて、「手紙を受け取ったことを人に言うな。言えば必ず死ぬ」と書き加えられていることも多い。差出人名は匿名で送られる。
1990年代に流行したものでは、「沖縄」が「大分」であったり、日本国外に関する記述がなかったり、連鎖を止めた者が日本人の名であったり、最後に「私も被害者です」と締めくくるものが多い。「不幸の手紙」と呼ばれるものの、便箋を封筒に入れる手紙の体裁をとっているもののほかに、葉書で送られることもある。ナポレオン・ボナパルトがこの手紙を出さなかったために死去したなど、日本国外の著名人が引き合いに出されている文面もある。

## 歴史

### 日本国外

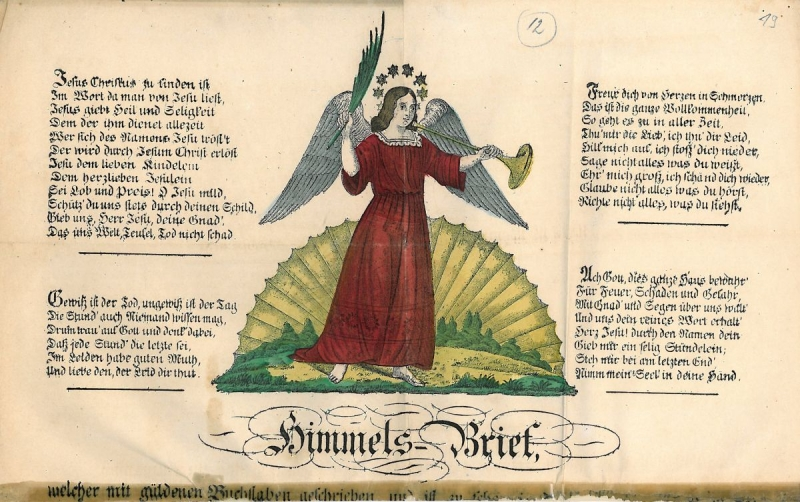
1800年頃の「天国からの手紙」

ヨーロッパでは「天国からの手紙 (ドイツ語版)」と呼ばれる手紙があり、古くは6世紀頃に書かれたものが現存している。神、またはその代行者によって天から降ってきたものとされ、キリスト教などの宗教の教義を守ることや、手紙を持っていれば、様々な不幸や魔の手から逃れることができると記されていた。
20世紀以降に入るとこの内容が変化し、キリストへの祈りの言葉などの他、「この手紙を書き写し、一定の人数に送ることで幸福を得られるが、送らなければ不幸が訪れる」との内容の手紙になった。さらにその後、宗教的な要素が排除され、単に「手紙を回せば幸福になるが、回さなければ不幸になる」との内容の手紙が流布するようになった。
1935年3月には、アメリカのコロラド州のデンバーで流布した手紙は「以下に記されている5名に10セントずつ送付しなさい。その後、5名の最初の名前を消し、5番目のところに自分の名前と住所を書き入れた同じ文面を作り、5名に郵送しなさい。そうしないと、あなたの身に不幸が訪れます」というものであった。デンバーの人々は文面に従った人が多く、デンバー郵便局にはこの手紙が1日に10万通も届いたという。これを不幸の手紙の前身とする説もある。

### 日本
近代以前の日本でも、不幸の手紙のように、幸運と不幸にまつわるチェーンメールに似た発想が存在していた。
江戸時代の文政年間には、大黒天の像を印刷した美濃和紙を2枚1組とし、「1枚を箪笥の引出しにおさめ、もう1枚を100件の家に配れば、幸運が訪れる」と書いて送ることが流行して、多くの人々がこれを実行した。弊害が多いために幕府により禁止されたものの、明治時代初期には再びの流行を見せた。
1813年（文化10年）5月には、「南の空に現れた星を見た者は必ず死ぬ」という噂が流れて、多くの人々がこれに恐怖し、その解決策として「この災いから逃れるためには、牡丹餅をこしらえて食わなければならない」との噂も流れた。これは当時の考証家・雑学者である石塚豊芥子の著書『豊芥子日記』などにも記載がある。翌1814年（文化11年）4月には、「今年は世界がほとんど滅亡する。災難から逃れるためには、もう一度正月を祀らなければならない」との噂が流れ、これに慌てた人々が門松をたてたり、餅をついたりした。
太平洋戦争中には関西地方で、「予言をすると言われる妖怪『件（くだん）』が神戸で生まれて、『自分の話を聞いた者は、3日以内にアズキ飯かおはぎを食べれば、空襲の被害から免れる』と予言した」との噂が流れた。また文学者の高見順が著した『高見順日記』によれば、同時期の1945年（昭和20年）頃に東京で、「朝、ラッキョウだけで飯を食べると爆撃に遭わないが、それを実行した者は、それを知り合いに教えないと効果がない」との噂が流れた。
このように、幸運の到来と幸運を招く手段、災いの到来と災いから逃れる手段が一組になって、口コミや手紙で広まる習慣は、日本では近代以前から馴染みのあるものであり、不幸の手紙の流行は、こうした風潮が土台となったとも考えられている。

### 幸運の手紙

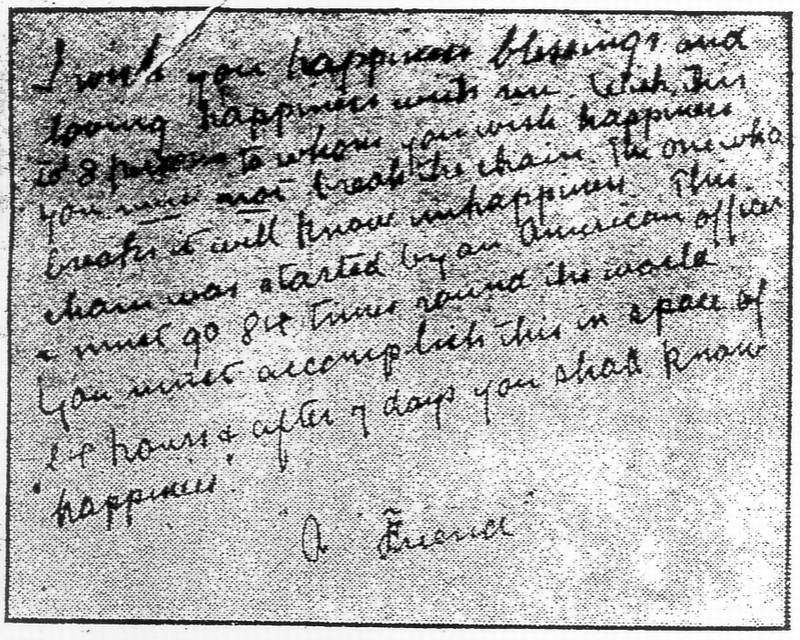
東京朝日新聞の1922年11月20日付の記事に掲載された英文の「幸運の手紙」

1922年（大正11年）より東京で、「幸運の手紙」、または「幸運の葉書」「幸福の手紙」「幸福の葉書」とも呼ばれる手紙を出し合うことが流行した。
第一次世界大戦の最中にヨーロッパで流行したゲーム「ラッキー・チェーン」、または同時期にアメリカで流行したチェーンメールが起源とされる。アメリカでのものは、「24時間以内に複数人に手紙を出せば、幸福が訪れる」というものであった。これらが日本語に翻訳されて、日本に取り入れられたものと見られている。1922年1月30日付の東京朝日新聞で「日本文のと違う謎のハガキ 英文だと幸運は七日以後に来る」と題して、ロンドンで消印が押された葉書が紹介されていることも、由来が日本国外であることを示唆している。

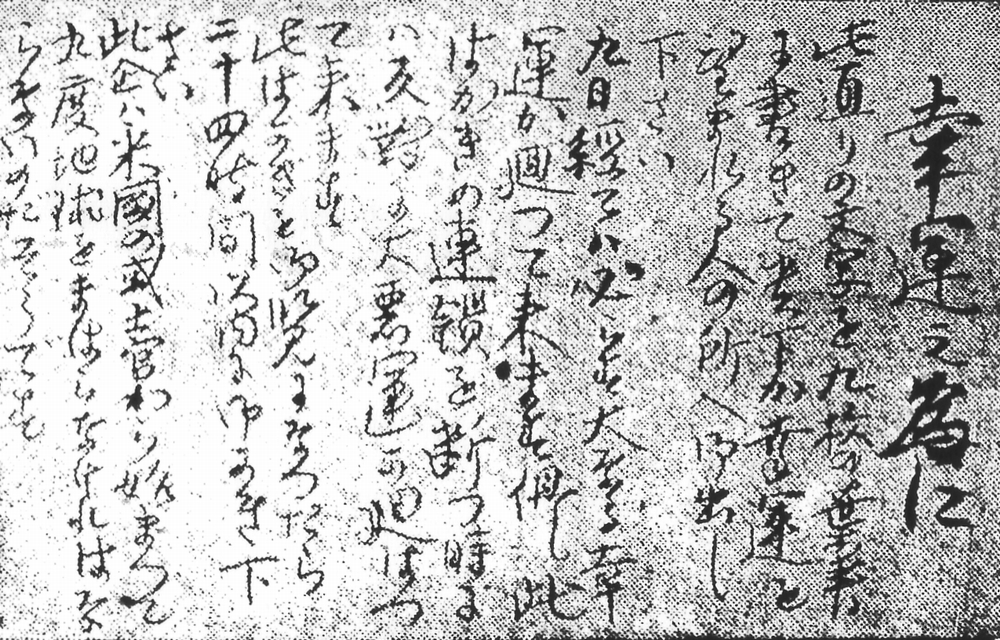
東京朝日新聞の1922年1月27日の記事に掲載された手紙「幸運之為に」

幸運の手紙もまた社会問題として、新聞記事でも頻繁に取り上げられた。東京朝日新聞の1922年1月27日の記事では、「舞込む謎の葉書 薄気味悪い『幸運のため』警視庁でも内偵」と題して、以下の幸運の手紙が紹介されている。
この文面のように、当初の「幸運の手紙」は、文面を書き写して他へ送れば幸運があるが、出さなければ悪運に遭うとされていた。「このチェーン（つながり）を断ち切った者は、二十四時間以内に恐ろしい災をうけるであろう」と、厳しい注意書きのあるものもあった。これは連鎖を止めないための警告の意味が強い。
新聞記事には「突然こんな葉書を受取った人の中には何事であらうかと内々不安の念に駆られてゐる人も少なくない、果たして何人が斯うした迷信か悪戯か知らぬが妙な事をする」とあることから、幸運の手紙は、この1922年に突如として現れたものと見られている。

#### 幸運の手紙の反響

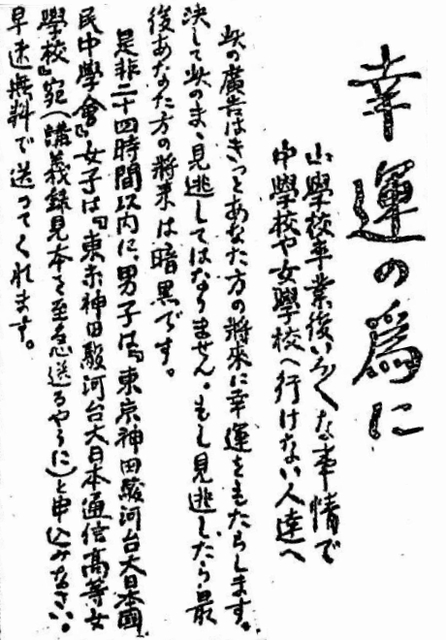
東京朝日新聞 1922年2月26日付、幸運の手紙を真似た学習広告

幸運の手紙の流行に乗じて、政治家が選挙運動の宣伝にこれを利用したり、幸福の手紙を真似た商品広告も出るなど、社会現象にまで発展した。幸運の手紙が郵便という手段で広がることを利用すれば、印刷費や配送料などの経費をかけることがなく、安価に宣伝を行うことができたのである。
著述家・世相風俗研究家の宮武外骨は自著『奇態流行史』（1922年7月）で、同年1月の幸運の手紙の流行について「ヘンな事が流行するものである」と述べている。同書では、以下の文面のような「幸運の手紙」が紹介されている。
『奇態流行史』によれば「惡運に襲はれてはタマラナイと、各々が同じハガキを九人に出し、其九人が又九人出す事になつて」とある。幸運の手紙は不幸の手紙と異なり、他へ送れば幸運があり、出さなければ悪運に遭うとされていたが、幸運よりむしろ、手紙の連鎖を絶つことでの不幸の訪れが心配されることが多かったのである。また、欧米のチェーンメールでは、幸運とは大金を得る、不幸とは金を失うとのように金銭的なものとして解釈されたのに対して、日本では不運とは病気や死亡など、体や生命の危機に関するものとして解釈された。

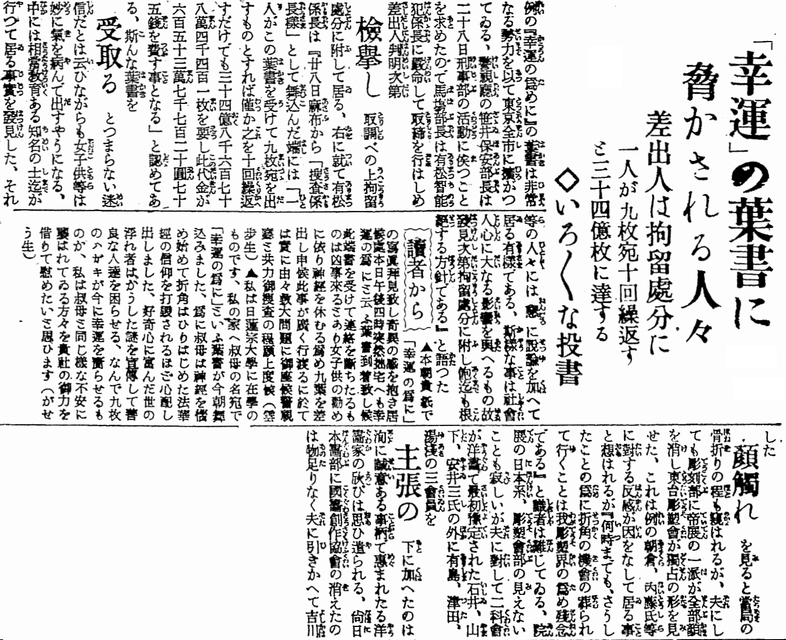
東京朝日新聞の1922年1月29日付の記事

東京朝日新聞の1922年1月29日付の投書で、この手紙を受け取った男性が、連鎖を絶つことを恐れて「女子供の勧めに依り神経を休むる為め九葉を差し出した」とある。別の学生は、この手紙を受け取った叔母が「神経を悩め始めて折角はひりはじめた法華経の進行を打毀されるほど心配し出しました」という。また同記事では、「一人が九枚宛十回繰返すと三十四億枚に達する」と、その数が鼠算式に増えることも問題視されている。
1922年5月には、満州国の奉天市でも「幸運の為に」と題した幸運の手紙が流行した。現地当局が人々の心を混乱させるを案じて、「幸運の手紙の差出人を厳罰に処する」との公示を出したものの、依然として流行が収まることはなかった。
翌1923年（大正12年）には関東大震災が起きたことから、「幸運の手紙の流行は不吉の予兆だった」ともいわれた。

#### 幸運の手紙を受け取った著名人
1926年（大正15年）、当時の大蔵省専売局の長官である今北策之助のもとに、幸運の手紙が届いた。同1926年6月に、あるアメリカ人が、アメリカの軍人を通じて幸運の手紙を入手し、それを日本の学者へ郵送したところ、その学者はそれを、知人である今北策之助へ送ったものである。今北はなぜかそれを翻訳し、「親友9人に出せ。この連鎖を切らねば幸運が来る」と書き添えて、政財界の名士宛てに郵送し、予想外の流行を呼ぶこととなった。警察が不穏な流行を察知して調査したところ、この手紙を出したものは、神楽坂警察管内だけで200人にのぼり、その中には元東京市長の後藤新平も含まれていた。こうして一連の騒動は、日本の政財界をも混乱させる社会的事件にまで発展した。

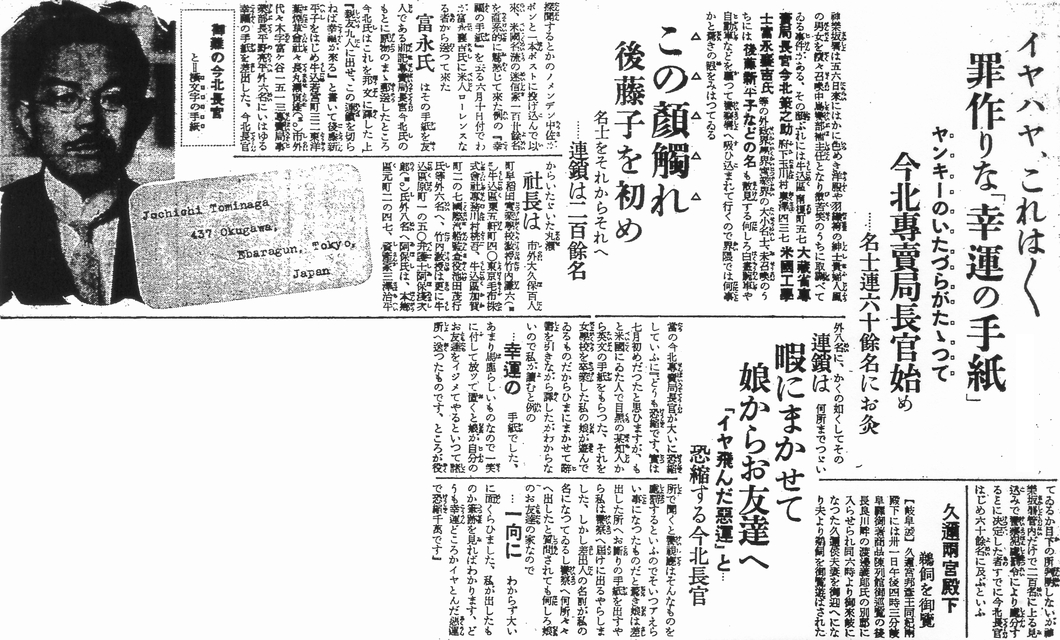
東京日日新聞の1926年8月1日の記事

東京日日新聞でもこの事件は1926年8月1日に「イヤハヤ これはこれは罪作りな『幸運の手紙』ヤンキーのいたづらがたゝって 今北専売局長始め名士連六十余名にお灸」と題して報じられた。今北策之助は警察から厳重注意を受けた後に、新聞紙上で、「自分の娘が悪戯で送ったもの」「手紙の郵送先は娘の友達の家なのでわからない」と釈明した。しかしノンフィクションライターの小池壮彦は、政財界の名士の家を今北が知らないということを疑問視し、あらかじめ用意した言い訳とも見ている。
幸運の手紙の仕掛け人にはアメリカの軍人が関連することや、今北策之助の事件はラジオ放送開始（1925年）の翌年に起きていること、当時の東京放送局（現・NHK）の総裁である後藤新平がこの一点の事件に絡んでおり、こうした人物たちが単なる悪戯で手紙を出し合うのも奇妙と考えられることから、幸運の手紙を情報操作の実験とする説もある。
同1926年8月には、政治学者の吉野作造のもとにも幸運の手紙が届いた。吉野作造は「近頃馬鹿馬鹿しいことの随一」「之亦罪のない一興」「遊戯としても極めて馬鹿げたもの」とする一方で、これに警察が介入することに対して「今度のやうな場合は、何れの点から観ても、余計の干渉と謂ふの外はない」とし、人々が幸運の手紙に惑わされることよりもむしろ、日常生活にまで警察権力が介入して圧迫することを危惧している。これ以降、幸運の手紙の発信者とみなされた多くの者が、実際に処罰を受けている。

#### 昭和以降の幸運の手紙

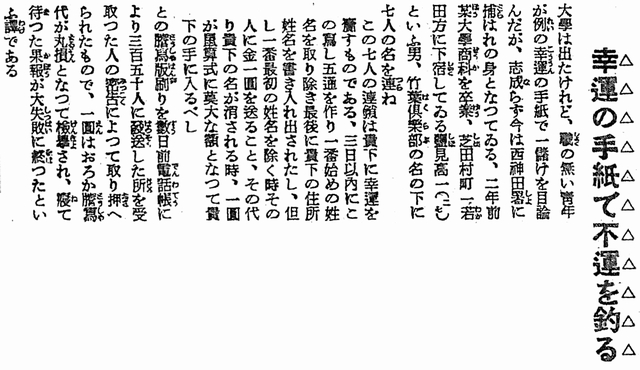
東京朝日新聞の1935年9月3日付の記事

平凡社による『大百科事典』（1932年）によれば、幸運の手紙は関東大震災後の再流行後、警視庁の取り締まりにより絶滅したとある。しかし1935年（昭和10年）9月3日の東京朝日新聞の記事によれば、無職の青年が幸運の手紙で大金をせしめることを目論み、先述のアメリカのデンバーに似た仕組みの幸運の手紙で、数人の人々に現金を送るよう指示する内容の手紙を書き、電話帳をもとに350人に発送したが、受け取った人が警察に届け出て、差出人が判明し、逮捕に至った。

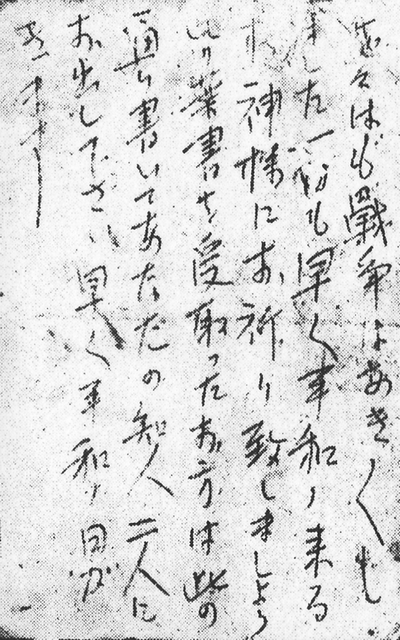
戦時中に流行した手紙「我々はもう戦争はあきあきしました」

太平洋戦争中の1943年（昭和18年）には、戦争の終結を願うチェーンメールが出回った。「我々はもう戦争はあきあきしました。一日も早く平和の来る様神様にお祈り致しましょう」というもので、同じ文面の手紙を知人2人に送るよう、指示があった。「2人」と人数が少ないのは、戦局の悪化により、物資が逼迫していることを反映したものとも見られている。
1946年（昭和21年）8月24日付の毎日新聞には、東京の人物が幸福の手紙を受取り、警視庁が「これが広く流布されると自然国民生活にも恐怖をあたえるのでこんどは警察犯処罰令第2條第1項第10号に規定してある『妄に吉凶禍福を説き、又は祈祷符呪等を篤し若は守札類を授興して人を惑わしたる者』との解釈を下し三日未満の拘留又は二円未満の科料処罰に附すこと」として、捜査を進めているとの記事がある。
1948年（昭和23年）にもデンバーに似たもので、「これを受取ったら、7人以上に同文の手紙を出すと同時にこの手紙の指定する1人に金2円を送金せよ、シカラバ49日以降確実に1600万円余の金があなたに転げこむ」という「福運の手紙」が登場した。この「福運の手紙」は翌1949年（昭和24年）の雑誌『婦人ライフ』の記事でも紹介されており、記事の著者のもとに届いた手紙では、4人の住所と氏名が書き連ねられた後に、以下の通りの文面が紹介されている。

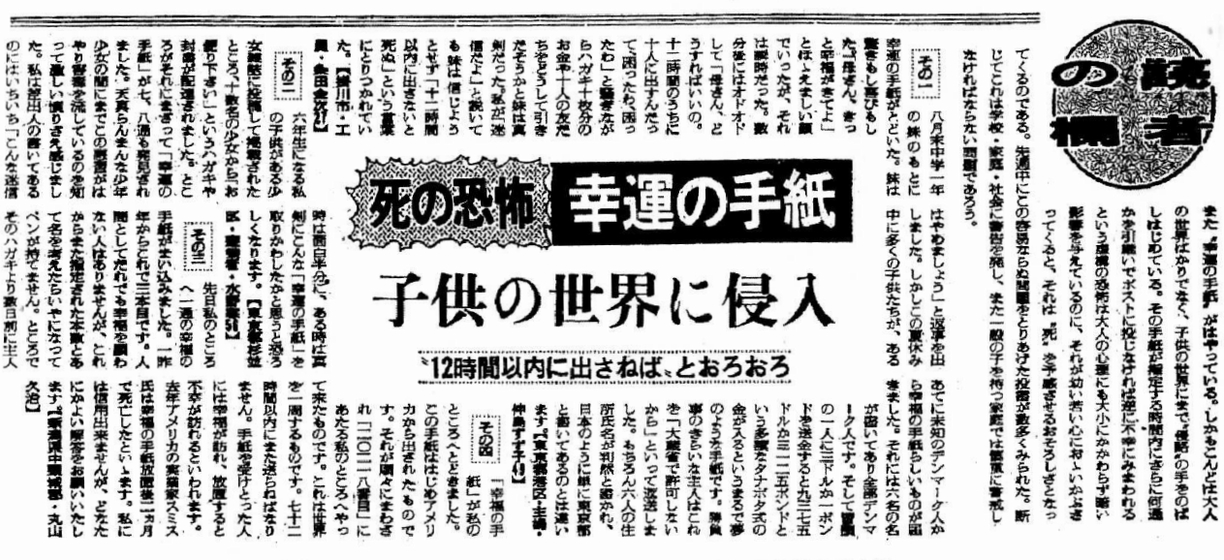
読売新聞の1954年10月1日付の記事

読売新聞の1954年（昭和29年）10月1日付の記事によれば、中学1年の少女が幸運の手紙を受け取り、最初は「幸福が来た」と喜んだものの、次の差出人をどう選ぶか、その郵送費をどうするかに悩み、ついには「12時間以内に出さないと死ぬ」という言葉に恐怖し始めたとある。また別の男性は、「幸福の手紙を放置した男性が死亡した」と手紙にあったことから、「どなたにかよい解答をお願いいたします」と、読者宛てに悩みを打ち明けている。
不幸の手紙と同様に、フランクリン・ルーズベルトがこの手紙を出したことにより大統領に当選した、トーマス・エジソンがこの手紙を出さなかったために死去したなど、日本国外の著名人が引き合いに出されている文面もあった。

### 不幸の手紙の出現
幸運の手紙の「幸運が訪れる」という要素が消失し、「不幸が訪れる」という部分のみが残ったものが、「不幸の手紙」として流布するようになったと考えられている。幸運の手紙の「幸運」を単に「不幸」に入れ替えただけの、単純な悪戯から始まったものとする意見もある。
神奈川大学准教授の丸山泰明や、作家・怪異妖怪愛好家の朝里樹らの研究によれば、不幸の手紙の流行は、1970年（昭和45年）前後に始まったものと考えられている。丸山泰明によれば、1970年秋頃に流行が始まったとされる。産経新聞の1993年4月の記事によれば「1970年11月より全国的に広まる」とある。朝日新聞の1970年10月31日や1972年5月1日の記事によれば、「1969年（昭和44年）頃から九州、大阪府、名古屋市、東京都へ広がった」とあり、『現代用語の基礎知識』1983年版の別冊付録にも「1969年頃から九州界隈で始まった」とある。他に、1965年（昭和40年）頃に流行したとする説もある。
1970年夏には東京で不幸の手紙が流行、同1970年11月には京都府を中心として近畿一円に流行が広がり、同11月には流行は日本全国的なものとなった。1970年11月26日には読売新聞で不幸の手紙の問題が取り上げられており、「10月初めより読者からの訴えが続いており、その数は百数十通に達している」とある。同記事では東京都在住の地方公務員が、「90時間以内に29人に出せ」との手紙を取り上げて、計算上では300時間、つまり12日12時間で53億通に達すると計算し、「推定35億人の人類全滅の危機への戒め」と善意の解釈を述べた。
同時期の『新聞長居付近』には、不幸の手紙を受取り、「発案者はカナダ人」「連鎖を止めると5年以内に死ぬ、テキサスの人がそのために死んだ」「30時間以内に20人に同文の手紙を出せ」とあったが、無視したとの投稿が掲載されている。
1971年（昭和46年）10月末にはさらに大阪、京都、名古屋で急速に流行が拡大し、消印が北海道のものがあったとの報告もある。東京や神奈川で警察の活動により、同1971年3月頃に一度は流行が沈静したものの、同1971年末から東京で再流行した。1972年5月時点においては、警視庁に持ち込まれた手紙の差出地が京都や徳島のものがあり、朝日新聞東京本社への投書によれば、差出地が東京都内に加えて近県、盛岡、甲府などのものもあるなど、流行は再び日本全国区にまで拡大した。
不幸の手紙を送る宛先は、電話帳で無作為に選ぶことも多かったと考えられており、実際に不幸の手紙を受け取って「電話帳で宛先を選んだ」との声も聞かれる。「出身校の同窓生名簿や、職場の社員名簿を見たものの、関係する人たちに送る気にはなれず、電話帳で無作為に選んだ」との声もある。1970年代には、コピー機は一般には普及しておらず、不幸の手紙を同じ文面で送るためには、全文を自筆で書き写す必要があった。
不幸の手紙と幸運の手紙との決定的に違いの点として、幸運の手紙、特に初期の手紙には、差出人名が明記されていた点が挙げられる。さらに差出人名のみならず、そこに至るまでの仲介者の名前のリストも添付されており、そのリストを複写し、さらに自分の名を追記して次へまわす、というのが基本ルールであった。このリストの信頼性はさておき、経路が一応明確になっており、特に直近の差出人について明確になっている者が多かった。不幸の手紙は無記名性が陰湿だが、それが幸福の手紙には存在していなかったといえる。
幸運の手紙は、「手紙の連鎖を断つ」という行為によって不幸が訪れるとされることに対して、不幸の手紙は文例に「これは（略）死神です」とあるように、手紙自体に何らかの超常的な力が宿っており、手紙自体が不幸をもたらすとされていることも、大きな違いといえる。
また、幸運の手紙は大人の間でのやり取りが多かったことに対して、不幸の手紙は大人のみならず、小学生、中学生といった子供同士の世界でも盛んにやりとりされていたことも、特徴に挙げられる。これは、高度経済成長期において、学校が怪談の場になっていたことも背景の一つと考えられている。

### 1990年代以降
1990年代以降の日本では、個人が自宅でパソコンを所有するケースが増加し、電子メールのやりとりが容易になった。さらに1995年（平成7年）にはWindows95の登場が、個人でのパソコン所有に拍車をかけることとなった。加えて1990年代後期には携帯電話の普及により、パソコンなしでも容易なメールのやり取りが可能となった。このように、連絡の手段が郵便からメールへ移行しつつある時代においても、依然として郵便での不幸の手紙は存在していた。昭和期の流行時は手書きが主流だったことに対し、コピー機やファクシミリを用いて送られることもあった。
この時期の不幸の手紙は1990年から1992年まで流行した後、1998年（平成10年）にも小規模の流行があった。雑誌「ムー」1998年11月1日号でも、「編集部にはここ数年、『不幸の手紙が送られてきて、どうすればよいか困っている』との問合せが何度もあり、受け取ったものは小学生か中学生が多い」とある。
群馬県伊勢崎市の日系ブラジル人向けポルトガル語新聞「インターナショナルプレス北関東」の1993年（平成5年）の記事によれば、同時期には日本全国の日系ブラジル人社会で、ポルトガル語版の不幸の手紙が流行した。手紙はポルトガル語をワープロで印刷したもので、「受け取った人は96時間以内に、手紙のコピーを、幸運を必要とする20人の友人に送ってほしい」と前置きした上で、「手紙を出して宝くじに当選した人もいる」と幸運をほのめかす一方、「手紙を止めたために妻を亡くした人がいる」「ある人は職を失った」などと、不幸の例が書かれていた。

## 反響

「サンケイ1000人調査」の調査結果。1970年11月17日。

不幸の手紙は社会問題の一つにも取り上げられ、新聞や雑誌などでも頻繁に報じられた。1970年における流行語の一つともなった。
1970年10月31日の朝日新聞の新聞記事によれば、受け取った人が「気味が悪い」と交番へ届け、東京都内の各警察署へ、「どうしましょう」との相談や、「処分して」「取りしまれ」との訴えが1日に数件も続いており、警視庁にも「取りしまれ」との投書が続いている、とある。また同記事では、東京在住の20歳代の女性が受け取り、「馬鹿らしい」と思う一方で、「どうしようなく、薄気味悪かった」「夫が交通事故で重体、父が胃カメラを飲んだばかり、自分ももうすぐ出産で、一晩中不安に陥り、出してしまった」ともある。「手紙を受け取った娘がショックを受けた」と交番へ怒鳴り込んだ男性や、「脅迫の疑いで捜査して」という主婦、郵便配達員を責めた商店主もいた。
1970年11月17日にサンケイ新聞（現・産経新聞）紙上で発表されたアンケート調査「サンケイ1000人調査」によれば、不幸の手紙はこの時点ですでに75.6%の人々が「知っている」と返答しており、受け取ったことのある人々は全体の20.5%であった。この流行についての意見は、半数近い45.8%が「馬鹿げたこと」、次いで28.9%が「腹が立つ」であったが、「気味が悪い」も12.9%、次いで「不安を感じる」が4.4%であった。実際に受け取った際の対応として、「破ったり焼いたりして捨てた」が49.3パーセントと約半数であったが、「指示通り他の人に手紙を出した」という人々も17.4%存在した。「不幸の手紙が来たらどうするか」との問いに対しては、「そのままにしておく」が28.5%、「警察に届ける」が11%で、「指示通り他の人に渡す」は2.3%とごく少数であったことから、同紙でこの時点では、不幸の手紙はあまり問題にならないものと考えられていた。実際に不幸の手紙を他に送った人は女性が多く、特にOLは45%が「他の人に出した」と返答していた。
実際に不幸の手紙を受け取った者からは、「初めは恐怖におののいたものの、やがて怒り心頭に発した」との声、「人員不足に陥っている郵便局員の大きな損害のため、受け取ったらただちに破り捨て、広めないようにしよう」と周囲に訴える声もあった。また、自分へ送った者の心情をくみ取って「おそらく、本当に気味悪く感じて送ったのだろうから、郵便代で気持ちが安らぐものなら安いもの」との声も聞かれた。
1972年（昭和47年）には、講談社の女性週刊誌「ヤングレディ」の同年11月16・23日合併号で、京都の主婦に届いた不幸の手紙の文面が紹介されて、一大社会現象となった。この文面には「私で○○○○○番です」とあり、ヤングレディ誌が京都で取材を進めたところ、最後に記された番号は101047が最も多いことが判明した。この数字を信用するならば、不幸の手紙はこの時点で京都だけで、10万通以上も流通した計算となる。
この「ヤングレディ」の記事によれば、ある女性が夫の反対を押し切って29人に不幸の手紙を出したことがきっかけで、夫婦喧嘩の末に、別れ話にまで発展したとの体験談もあった。同1972年には、不幸の手紙を受け取ってすぐに焼き捨てたが、その後に不安感に襲われ、慢性蕁麻疹を発症したという、40歳代の女性もいた。
雑誌の文通欄に記載された住所にも不幸の手紙に類する手紙が殺到するようになり、編集部から「そんな手紙は相手にせず編集部に送ってくれれば処分します」とのメッセージが出されることもあった。個人情報保護法がまだ成立していないこともあって、少女漫画雑誌「りぼん」にも文通募集コーナーで文通希望者の住所と本名が明記されており、1987年（昭和62年）8月号に「お名前の載った方に、不幸の手紙をゼッタイに出さないで!」との警告と共に、コーナーが終了した。漫画家の柴門ふみも、小学生の頃に雑誌「別冊マーガレット」の文通希望欄に名前を載せたところ、数十通の手紙と共に、何通かの不幸の手紙も届いたという。オカルト雑誌「ムー」の文通希望欄にも不幸の手紙が殺到したため、苦肉の策として同誌上で「不幸の手紙大募集」と銘打った企画が開始され、百通以上の不幸の手紙が集められた。
埼玉県では1986年（昭和61年）11月20日時点で、不幸の手紙が警察署の困りごと相談などに届け出られたものが351件、県警本部や警察署などへ直接郵送されたものが64件、合計415件に及んだ。1989年（平成元年）の埼玉県議会によれば、このためにノイローゼになった者もいた、とのことであった。
このように不幸の手紙を一笑に付し、まったく相手にせず破り捨てる人々も多い一方で、受け取って思い悩む人も多かった。「不幸に遭いたくない」との考えは人間として当然の考えであるが、手紙を出すことはその不幸を他の誰かに押しつけることに他ならず、「自分だけが良ければ」という利己主義、独善的な考えではないかとも考えられ、また親しい人を不幸に陥れて良いものかと、良心の呵責に苛まれる人々が多かった。「つまらない悪戯」とわかってはいても、自分の心境や身辺に関することとなると必ずしも否定できず、「少しの出費で難を逃れることができれば」と出してしまう者も多かった。また、日頃から嫌っている相手、憎んでいる相手を不幸に貶めるために敢えてこの手紙を送ったり、自分自身は不幸の手紙を信じていなくても、嫌がらせの目的で送る者、単に面白半分で出す野次馬気分の者、受け取った相手の反応を楽しむ興味本位の者も多かったと見られている。

## 不幸の手紙を受け取った著名人
女優の池上季実子は1975年（昭和50年）に不幸の手紙を受け取り、池上本人は「嫌な感じだけど、気にしない」としていたものの、偶然にもわずか4日後に祖父の八代目 坂東三津五郎が急逝したことから、この不幸の手紙は「人間として許せない悪質な悪戯」と批判され、週刊誌を巻き込んでの非難が起きた。
声楽家の古関金子は、1978年（昭和53年）6月15日の読売新聞の読者投稿欄で、不幸の手紙を数回受け取り、そのつど破ってごみ箱に捨てた体験を披露して、「不幸の手紙を破る勇気を持つように」「不幸と思えることも、心豊かにファイトをもって努力すれば、必ず良運となると私は信じている」と述べた。この古関金子の対応は読売新聞の同1978年6月20日の都民版でも、「不幸の手紙 黙殺こそ撃退法」として大きく取り上げられた。金子によれば、不幸の手紙が届いたのは夫の退院直後であり、入院患者やその家族がこの手紙を受け取ったときの心情を想ったことが、投書の動機だという。金子は、たとえ受け取って不快な気持ちになっても「災い転じて福となすの精神で乗り越えてほしい」と、読者に対しての激励の言葉を、紙面で訴えた。このことは、古関夫妻をモデルとしたNHK連続テレビ小説『エール』が放映された2020年（令和2年）にも、「投稿でエール」として新聞紙上で報じられた。

## 専門家による意見
神道学者の加藤隆久は不幸の手紙による騒動を通じて、科学による合理化が進み、豊かになったように見える時代においても、人々の心の中には新たな形の不安が芽生え、内在していることを指摘している。
精神科医の斎藤茂太は、上述の1970年10月31日の朝日新聞で不幸の手紙について触れ、「まさに現代の世相そのもの」とし、過去に存在した幸福の手紙と比較して「出さなけりゃ、死ぬ。近ごろの犯罪と同じ、短絡反応です。ゆとりもなけりゃ、ユーモアもない」と述べ、不幸から逃れるために他の人に手紙を出すという発想を「自己中心的な発想だけが突出」と批判している。
社会学者の見田宗介は同記事にて、厄介なものを他人に押しつけて自分は安心することを、トランプのババ抜きにたとえて「ババ抜きの心理」と定義し、不幸の手紙を出す心理を、その「ババ抜きの心理」が拡大再生産されたものと分析している。
作家・評論家のなだいなだは同記事にて、大安吉日に結婚式を挙げる人が多いこと、医者にかかること、薬を飲むこと、そのすべてが迷信だとしており、一見して理性的に見せる現代社会の裏側に多く残っている原始の混沌の片鱗の見えたものが、不幸の手紙だと述べている。また、なだいなだは不幸の手紙の流行時期の1970年代は、テレビのコマーシャルでも「幸福」を連呼し、「不幸」という言葉をタブー視する風潮があるが、現実には真に幸福な者など存在せず、誰も不幸に目を向けないことから、不幸の手紙によっていわば「幸福なんて嘘」と指摘されるために、受け取った人は恐怖に陥ってしまうと分析している。なお、なだ自身も不幸の手紙を受け取ったことがあるものの、すぐに捨てたと語っている。
社会心理学者の辻村明は、2度にわたって不幸の手紙を受け取り、2度目は「社会心理学的に面白い現象」と考えて新聞紙上で記事に書いたものの、最初に受け取ったときは相手にせずに破り捨てたと、自著で述べている。辻村明は社会心理学の面から、「差出人名が匿名であるために、こうした手紙を送ることを抗議できず卑怯千万と批判する一方で、匿名であるがためにある種の不気味さがあり、一種の真実味を帯びている」「人間はいずれ死ぬ存在であるために、いわば不幸は常に身近に存在しており、こうした手紙を馬鹿にしながらも『あるいは』と真剣に受け取ってしまう」「他人に手紙を送れば不幸を回避できるという仕組みは、『自分さえよければ』という現代人のエゴイズムに合致している」などの考えを述べている。
著作家・サブカルチャー研究家である初見健一によれば、自身が小学1年か2年であった1970年代前半頃にも、学校の学級会で不幸の手紙の問題が取り上げられていたという。もっとも初見健一らのもとで流行していたものは、学校のノートの切れ端に、不幸の手紙を真似た文面をギャグかパロディのような感覚で書いてやり取りする、いわば「不幸の手紙ごっこ」であり、不幸の手紙を真正面から問題視する担任の教員に「大げさ」と感じていたという。
不幸の手紙の回収（後述）を始めた宮崎県の幸福神社の宮司の石川昌安は、不幸の手紙を受け取った者の心情としては、「不幸の手紙を出せば済むが、そうすれば迷惑の輪を広げるばかり」「勝手に処分すれば不幸になるかもしれないと、深刻に悩んでしまう」と、人間の心の弱さにつけ込んでいると指摘した。

## 各団体の対応

### 警察
千葉県では1970年11月に県内で不幸の手紙が広まり、警察署が相談を受けたり、千葉県警察本部宛てにも手紙が届いていることを受けて、千葉県警から「不幸の手紙を受け取った者は、その手紙を県警本部長あてに手紙を送るように」と広報された。当初は「受けた時点で止めるように」と訴えていたものの、社会的な反響の大きさから、方針を切り替えたものである。この広報は1970年11月24日に読売新聞に「『不幸の手紙』は県警本部長へ 県警がPR どうしても出したければ」と題して掲載されており、新聞紙上には県警本部の住所に加えて、本部長の氏名まで明記されていた。
神奈川県でも同1970年11月から不幸の手紙が流行し、対応に困った厚木市民が神奈川県警察の厚木署へ届け、その数が百通以上にのぼったことで、厚木署が不幸の手紙回収箱として、「不幸を食べます」との名目の「七福ポスト」を、本厚木駅前と厚木署玄関に設置した。設置翌日にはそれぞれ、すでに20通以上の手紙が入っていた。
大阪府では、1971年に大阪府警察守口署と枚方署により、守口市と枚方市の地区防犯委員を通じて各家庭にチラシが配布されて、「差出人が判明したら、脅迫罪で検挙する」と、異例の警告が出された。
東京では、警視庁防犯課が上述の1970年10月31日の朝日新聞の記事上で、「迷信的な内容のために脅迫罪にはならない」「軽犯罪法でも郵政法でも取りしまりようがない」「『受け取ったら、やぶり捨ててください』という以外ない」と、困惑のコメントを述べたうえで「もっと増えるようなら、第一線警察を通じて指導させることを検討中である旨を述べた。1972年5月1日付の朝日新聞でも同様のコメントに加えて、「破り捨てることができない人は、警察へお持ちください」と注意が呼びかけられた。その後の1978年のコメントによれば、法律をもって対応可能かどうか検討したものの、依然として取り締まりが困難な状況であった。
新潟県では、中蒲原郡旧小須戸町（現・新潟市）で、1973年（昭和48年）頃から不幸の手紙の流行が始まり、受け取った人々が手紙を持って警察へ訪れたことから、町の広報紙「町だより」の紙上で小須戸幹部派出所より、不幸の手紙のことを「本当の馬鹿馬鹿しい根拠のない迷信」として、その場で破棄するよう、注意が呼び掛けられた。その後の1997年（平成9年）の県議会では、警察本部長が「不幸の手紙は刑法上の脅迫罪にはあたらず、郵便法違反にも該当しない」としたものの、警察として水口署などで「浄めの箱」を設置して、投函された手紙を後日焼却処分している」とし、彦根署でも相談者の目の前で手紙を破るなどして、県民たちの不安の除去に努めている旨を述べた。
埼玉県では1989年の県議会で、不幸の手紙の増加傾向に対して警察本部長が、「悪質な悪戯にもかかわらず、脅迫や業務妨害などの犯罪には相当しない」と述べたものの、「内容が脅迫などに渡る場合は、指紋検出や筆跡鑑定などの必要捜査を行う」との方針を示した。

### 郵便局
東京の杉並郵便局では1970年に、受取人が受け取りを拒否した場合には、郵便法のもと、差出人不明の郵便物を郵便局側で保管し、3か月後に受け取りがないときには、還付不能郵便物と見なしてまとめて焼却処分とすることが発表された。なお郵便法においては、1947年（昭和22年）までは受取人は受け取りを拒否できず、1972年時点においてはその条文がなくなったために受取拒否が可能となったものの、内容を読んだ後では所有者が自分で処理しなければならない旨が、朝日新聞の1972年5月1日付の記事で報じられている。1978年の郵政局のコメントによれば、郵便には信書の秘密を守る大原則があるために、郵便物が不幸の手紙かどうか、中身を確認して配達を控えることはできないとして、未然防止の困難さが指摘されていた。
滋賀県では1990年（平成2年）には不幸の手紙の再流行を受けて、永源寺郵便局で1990年4月より、手紙の提供を受けて焼却する制度が開設された。持ち込まれた手紙を還付不能郵便物扱いとして3か月間保存し、その後に焼却する制度である。
佐賀県の鳥栖市、三養基郡では同1990年6月に不幸の手紙が流行し、鳥栖市の市民相談係や鳥栖郵便局などに市民から「こんな手紙は配達しないで」などの苦情が相次いでいることを受けて、郵便課では「中身を読むわけにはいかず、配達しないわけにはいかない」と返したものの、受け取りたくない手紙に対しては、受取人が郵便外務員に事情を話して返却するか、「受け取り拒否」と書いた紙を張ってポストに投函すれば、局で還付不能として処分にするとの方針を打ち出した。
静岡県でも1991年（平成3年）7月頃から不幸の手紙が出回っていたことから、1991年12月、静岡県西部地域の郵便局で、172の特定郵便局を含めた全郵便局で、受取人の希望による郵便物の回収が始められた。翌1992年（平成4年）1月までの約1か月間で、封書と葉書の合わせて40通が寄せられた。取りまとめ役の浜松西郵便局郵便課では「これほど多いとは予想していなかった」との声が上がった。

### 寺院
高野山の青年僧が1971年、不幸の手紙の全国的な流行や迷信を黙認することができず、「不幸の手紙を自分宛てに送るように」と新聞で広く呼びかけたところ、500通もの手紙が送られてきた。青年僧は愛染壇で真言を唱えて、これらの手紙を護摩火で焼却供養した。
東京都西麻生の長谷寺では1977年（昭和52年）に、戦災で焼失した観世音菩薩を再建した際に、不幸の手紙の供養が始められた。再建に携わった事務局員宛てに不幸の手紙が届き、相手にせずに捨てたところ、偶然にも身内に不幸があったことから、二度目に届いたときに寺に相談し、供養してもらったことがきっかけである。1日に平均して20通から30通の手紙が届き、毎月18日の縁日に供養の後に、焼却処分された。観音堂にも「不幸の手紙受付箱」が設置された。
静岡県伊勢市の禅宗寺でも同1977年に、住職が不幸の手紙を集めて供養の後に火葬を行っており、この寺には多くの礼状が届いた。
長野県では同1977年春に、ある女性が不幸の手紙を引き取ってもらうために寺を訪れたことをきっかけとして、同1977年、長野県松本市の寺院の門前25か所に、「不幸の手紙供養箱」が設置された。托鉢の金で買った郵便箱を供養箱としたもので、内側が見えないようになっており、鍵が取り付けられていた。各寺院ごとに毎月1回、供養箱をあけて供養し、手紙が焼却処分された。同じく長野で1985年（昭和60年）には、松本浄土宗青年会より、菩提寺に持参すれば万障消滅の祈願の上で焼却する旨が報じられた。
東京都大田区の正蔵寺でも不幸の手紙の供養を受けつけており、1999年（平成11年）のみで約300通の不幸の手紙の供養が行われた。

### 郵便局と寺院の連携
岐阜県の本巣郡北方町の北方郵便局で、1991年10月1日、不幸の手紙を処分するための「差し入れ箱」が設置された。折しもこの10月は郵便局としてのサービス向上月間直前であり、郵便局自体にも不幸の手紙が届いたことが、この設置の発想に結びついた。郵便局が不幸の手紙の回収に乗り出すのは、全国でも珍しいことであった。半月も経たない内に35通がたまり、中には岐阜県外からのものもあったため、10月20日には県内の23の普通郵便局でも「差し入れ箱」が設置された。名古屋の徳林寺では、捨てる葉書の供養のために1934年（昭和9年）に「葉書搭」が建立されており、この岐阜で集められた不幸の手紙が、毎年7月23日の「ふみの日」にこの塔に納められ、焼却された。1994年（平成6年）に焼却された不幸の手紙の数は、約250通にのぼった。
この岐阜の対応が好評であったこと、および名古屋市内南部の特定郵便局による名古屋南部連絡会が、不幸の手紙の供養を提案したことで、名古屋市でも翌1992年（平成4年）から、地元住民や郵政関係者による「葉書搭まつり」が実施された。名古屋市内の各郵便局の窓口で「不幸の手紙」の回収箱が設置され、全郵便局に1年間保管されていた不幸の手紙が、1995年7月23日に、岐阜と同様に名古屋の徳林寺で読経と共に焼かれ、その数は約250通に達していた。
高知県高知市の高知中央郵便局では、1995年から不幸の手紙の受付を開始した。送り先として私書箱940号が設けられており、供養（くよう）の語呂合わせになっている。高知市の竹林寺ではこれに連携して「手紙供養祭」が行われた。同郵便局に届けられた不幸の手紙を、寺で焼いて供養する儀式である。2000年（平成12年）になってもこの供養祭は行われており、世紀末の暗い世相を反映してか、例年よりも不幸の手紙が多いとのことであった。

### 神社
兵庫県神戸市の生田神社では、1970年末に不幸の手紙を受け取った者の相談を受け、その評判が広まったことをきっかけとして、同1970年12月に神社の拝殿前に「不幸の手紙投入箱」が設置された。このことが新聞やテレビでも報道されたことで、連日、数十通の不幸の手紙が投函されて、月末には300通に達し、大晦日の大祓式で手紙の処分が大々的に行われた。神戸市民からは好評を博し、不幸の手紙の処分に困っていた人々からの礼状も多く届いた。
埼玉県の氷川神社では、不幸の手紙を「気色が悪いから悪魔祓いしてください」と持ち込む氏子たちが頻繁に訪れることから、1971年2月に、神社の境内に「不幸の手紙投入箱」が設置された。当初はお札などを回収するものと同様に「納め箱」と名づけようとしたところが、「このような邪神教のようなものは投入箱が適当」として、この名称となった。投入された手紙は神社が責任をもって悪魔祓いをした上で焚き上げられ、焼却処分された。
大分県の一の宮八幡宮では、1975年に不幸の手紙の厄除け祈願を発案して、雑誌の読者欄で呼びかけたところ、1日に2通から10通の不幸の手紙が舞い込んだ。
宮崎県日向市本町の幸福神社では1990年、「不幸の手紙を幸福への切符に変えます」と称して、不幸の手紙を持参、もしくは郵送した人に対して、幸福を招く祈祷を行うとして、話題となった。同1990年7月   18日には九州一円を始め、関東や北海道から集められた約300通の手紙が焼却された。「不幸の手紙を処分してくれるか」などの問合せの電話も、1日10回以上にのぼった。翌1991年10月には、届いた不幸の手紙の数は3千通以上にのぼり、宮司からは「まさかこんなに不幸の手紙が来るとは思わなかった」との声も聞かれた。1月の左義長でも不幸の手紙の焼却が行われ、依頼者たちからは「肩の荷が下りた」「心が落ち着いた」などのお礼の言葉が寄せられた。翌1992年でも約500通の不幸の手紙が処分され、供養開始からの総数は約4千通に達した。

### その他
流行の初期の1970年、前述の読売新聞の1970年11月26日の記事では、千葉県の会社員が「どうしても出さなければ不安で困る方は、私へお出しください」と名乗り出て、その住所と氏名が明記されていた。この会社員は日本全国の郵便の消印を研究しており、不幸の手紙を受け取ることによって消印を集めることが狙いであった。同様に、東京都板橋区の男性も1975年4月に「私のところに出してください」と新聞や雑誌で呼びかけ、3年後には受け取った不幸の手紙の数は2千通に達していた。
1976年、作家の利根川裕が出演するラジオ番組「おはよう利根川裕です」（TBSラジオ）に、「息子が不幸の手紙を受け取ってノイローゼになり、学校にも行けなくなった」と悩む女性からの手紙が届いたことから、利根川裕が「僕が代表して不幸を請け負う」と、自身に手紙を送るよう呼びかけた。この反響は大きく、わずか2日後には、利根川のもとに百通の不幸の手紙が届いた。この対応は利根川1人の手にあまったため、TBSラジオと相談の末に、豊川稲荷で週に1度のお祓いの後に焼却処分とし、厄払い証明の千社札を発行することとなった。それから半月もたたない内に、さらに600通の不幸の手紙が届き、利根川を驚かせた。
1977年には雑誌『婦人生活』で、東京都生活局で「原則的には自分で処分で」としながらも、そうできない人向けに「都民室あてに書き送ったらどうですか」と提案されている旨が記載されている。
1991年には、朝日新聞の読者投稿欄に、高校1年生の読者より不幸の手紙に対するおまじないとして、「不幸の手紙を受取ったら、封筒の中に手紙を入れたまま、自分の宛名に青いペンで大きな三日月を描いて塗りつぶし、その三日月を三等分するように破って捨てると、幸運なことが起きる」との投稿が掲載された。「青い三日月」「三等分に破る」といった要素は、日本の民間信仰よりも西洋的な要素が強く、西洋占星術やオカルトブームの影響で生まれたものとも見られている。
音楽専科社の若者向けの音楽雑誌「ARENA37℃」では、「不幸の手紙が来て困っている」という読者の投稿を契機として、1996年（平成8年）から不幸の手紙の処分を引き受け始め、1998年5月までに約360通が送られてきた。

## 手紙の変容
1990年代には「世界中に手紙を送り、どこまで流れが途切れずに続くか、ギネス世界記録に挑戦している」とするチェーンメールもあり、不幸の手紙が形を変えたものと考えられている。実際にこれを受け取った学生からも「不幸の手紙と同類に思える」との声が聞かれる。中には「不幸の手紙ではありません」と断り書きのあるもの、「協力していただけない場合は、何らかの不幸がふりかかるかもしれません」と書き添えられているものもあり、チェーンメールを止めた者が事故に遭った、死んだなど、具体的に記載されているものもある。ギネスブック・ジャパンによれば、これは数年にわたって全国の小・中学生の間で交わされているものだが、ギネスブックが提案したこと、および後援や奨励したことは一切なく、新記録として掲載されることもない。「カブスカウトの子供たちがギネスに挑戦している」と理由のある手紙もあり、ボーイスカウト連盟などに問合せが相次いだ事例もあるが、ボーイスカウト連盟は「ボーイスカウトやカブスカウトの活動とは全く関係ありません」としている。
同様に、不幸の手紙が形を変えたものとして、手紙を回せば「恋人ができる」「好きと言われる」「良いことができる」、手紙を回さないと「悪いことが起きる」「馬鹿にするほど不幸が起きる」とされる「エブレター」があり、1998年に静岡県などで確認されている。

### 棒の手紙
1990年代以降に発生した不幸の手紙の亜種として、「棒の手紙」が挙げられる。「ARENA37℃」で募集した不幸の手紙の中には、「不」と「幸」が合わさって「棒」になってしまったものがあった。さらに不幸の手紙の文面には「文章を変えずに」という指示があるため、明らかに誤字であるにもかかわらず、この「棒」が書き写され、その数はやがて不幸の手紙を上回り、結果的に大多数が「棒の手紙」ばかりになったものである。雑誌「ムー」編集部にも報告されている他、集英社の「Seventeen」、宝島社の「CUTiE」といった、住所を掲載した文通希望欄を持つ他の雑誌にも送られていた。1998年には名古屋の徳林寺、高知の竹林寺の供養でも、この「棒の手紙」が見受けられた。
「私は965番目です」とあるが、947番から955番の頃は、文面は「棒」ではなく「不幸」であり、1996年8月に宮城から投函された「952番」から「棒」が現れ、それが増えた結果、最終的に「棒」ばかりとなっている。伏字の部分は大学名とその住所、手紙にかかわった人物の実名が書かれているが、これらは実在しないことが確認されている。

「不幸」から「棒」への変化

この他にも多くのバリエーションが存在する。「私の所」が「私のところ」、「下さい」が「ください」となっているような軽微な違いに始まり、「手書き、コピーでも可」が「予書、ヒピーも可」、「1つでも」が「Dでも」、「よくない日」が「よくない白」と、汚い字を読み間違えたものを忠実に書き直したと思しきものも存在する。「父親が保証人」のくだりは初期のものには見られず、誰かが面白がって文章を長くしたともみられている。文中の「○○○番目」は実際の人数ではなく、手紙の真実味を強めるための作為とする見方もある。1997年秋頃にはコピーやワープロを用いた手紙が大部分を占め、「私は」が「渡しは」になるなど、ワープロの誤変換と思しき文面もあった。この「棒の手紙」は翌1998年頃まで流行した末に、誤字の増加により意味が通じなくなったために、廃れたと見られている。
作家の山本弘は、自身を「棒の手紙を徹底分析した日本でただ1人の人間」と称して、これを「悪戯」と言い切りながらも敢えて内容を分析している。山本は、「手紙の連鎖を絶った者が殺されたと書き加えることや、『私は何番目です』と番号を足していくことは、『文章を変えずに』との指示と矛盾している」と指摘している。後年、山本はこの「棒の手紙」のことを『悪意の連鎖』と題した小説（角川スニーカー文庫『妖魔夜行しかばね綺譚』に収録）と仕立て上げている。
日本語は古来より縦書きで、右から左へと改行しながら表記する言語であり、明治以降に左から右へと横書きする表記が生まれている。先述の丸山泰明は、この横書きの文化が浸透した結果、「不」と「幸」を横に並べたために生じたものとの考えを示している。特に1990年代のパソコンの普及が、横書きの文化の拡大の大きな契機であり、丸山は、1990年代における読み書きの文化の変容により、「棒の手紙」が生まれたものと分析している。

## インターネット

### 電子メール

携帯電話で流行する不幸の手紙「不幸のメール」のイメージ

電子メールによるやり取りが一般化して以降には、電子メール版の不幸の手紙、いわば「不幸のメール」も確認されている。
1990年代に確認されたものは、同年代の紙面での不幸の手紙のような「世界の国々」「ギネスへの挑戦」などの建前を欠き、メールを回さないと「コロサレル」「タイヘンナコトニナル」など記述のみのメールが出回っている。企業内で社員同士での電子メールでの連絡が普及した1995年には、大手石油会社で、社内のメールで不幸のメールがやりとりされていた事例がある。
1999年には、携帯電話やPHSでの不幸のメールが流布した。同1999年には、「このメールを5日以内に6人に送らないと死ぬ」「無視した人が16人亡くなっている」「このメールを最後まで読んだら絶対に死ぬ」などのメールが急拡大していることも確認されている。
2000年代以降には日本データ通信協会により、以下のような文例が報告されている。
- 僕の彼女が姿を消しました。彼女を捜すためにこのメールを20人に転送してください。メールを止めた人は犯人と見なして、8日目に殺しに行きます[149]。
- ■■という名の少女がいじめにあって自殺しました。彼女はまだ霊となって、この世をさまよっています。このメールを15人以上に送らないと、■■があなたを襲いに行きます[150]。
- 親友の■■ちゃんに裏切られました。私は車にはねられて両足がなくなりました。このメールを10時間以内に10人に送ってください。でないと私があなたの足をうばいに行くからね[151]。

この類のメールの代表的なものとして、「菊地彩音」と名乗る者が、殺害されて霊と化し、「自分を殺害した犯人を殺して、友達になってくれる人を捜している」とする「菊地彩音のチェーンメール」や、「橘あゆみ」なる友人が暴行されて殺害されたとして、「犯人を捜している。このメールを一定の人数以上に回すように。回さなかった場合は、携帯電話の位置情報でその者の居場所を突き止め、犯人と断定して殺害する」との名目で送られる「橘あゆみのチェーンメール」があり、特に「橘あゆみのチェーンメール」は、2001年頃にすでに存在が確認されている。
このように「霊が自分を殺した犯人を捜す」「殺された友人の復讐のために」といった、受信者の恐怖心を煽るメールが急増した時期は、1999年後期からとの指摘もある。中には、タレントの高木ブーの携帯電話の番号が判明したとして、「この番号をメールで転送しないと太りだす」というメール「不幸の高木ブー」もあり、1998年6月頃から、東京都渋谷で女子高校生たちの間で出回っている。
2000年8月には山口県で、大学生が「メールを転送しなかったら、斧を持った僕が、あなたの家の前で」との不幸のメールを受け取り、それをメール仲間の女性に転送した結果、脅迫の疑いで事情聴取されており、こうしたメールは他人に流すだけでも、内容によっては罪にあたることが示唆されている。

日本データ通信協会によるチェーンメールの調査結果

この種のメールの対応として、2005年（平成17年）7月には日本データ通信協会により、公的な「不幸のメールのごみ捨て場」として、不幸のメールの転送を受け付けて消去する専用のメールアドレスが10件用意され、新聞紙上やインターネット上で公開された。同2005年10月までに、これらのアドレスに転送されたメールは3万4000件にのぼり、出会い系サイトやアダルトサイトの宣伝が3割、不幸の手紙が6割を占めていた。2008年（平成20年）1月から12月までのこれらへ寄せられた全受信数約6万件の内、サンプル約1万件を分析した結果、「転送しないと不幸になる」あるいは「幸福になる」という「幸福系・不幸系」の分類されるメールが、全体の78%を占めるという結果が得られている。2022年（令和4年）5月時点においては20件の専用アドレスが、日本データ通信協会のウェブサイト、書籍などで紹介されている。先述の東京の正蔵寺でも、住職が1980年代からパソコンを使っていることから、寺で不幸のメールの供養を受け付けており、届けられたメールは印刷して供養されている。

### ソーシャル・ネットワーキング・サービス

SNSで流行する不幸の手紙のイメージ

2011年（平成23年）頃からは電子メールでの流通が減少始めた一方で、SNSで同様の「不幸の手紙」に類する流通が確認されている。SNSでは、Twitter（現・X）ではリツイート（リポスト）として、LINEでは「この文章を○○人に回してください」として、それぞれの形式で拡散が行われている。
LINEが普及した2016年（平成28年）以降には、「この文をコピーして10人に回さないと、あなたに不幸が訪れます」「このメールを受け取った人は私の大切な人です。あなたも本当に好きな人20人に回してください。回さないと友達や恋人が離れていきます」という、LINE版の不幸の手紙が確認されている。「回さないと友達が離れていきます」という、友情を盾に取った内容に対して、初めてこうしたメッセージを見た者が慌てて転送した結果、転送相手に迷惑がかかり、実際に友情が壊れてしまうケースも存在した。文面に「嘘だと思うのであればこの番号に電話してください」と記載されているものもあるが、こうした番号は日本データ通信協会により、「無関係な第三者の連絡先が嫌がらせ目的で使用されている可能性が高い」と指摘されている。暴力団につながる電話番号が指定されていた事例もある。中高生を対象とした高校生新聞のアンケートによると、82%がこうしたLINEを受け取っており、友達に送ったとの回答も21%存在した。「Yahoo!知恵袋」「ニフティキッズ」などにも、相談が多数投稿されている。「LINEを使いたい」との理由でスマートフォンを欲しがる子供も多いことから、こうしたメールへの注意が呼びかけられている。
パソコン上の文章はコピー・アンド・ペーストで容易に複製できるために、電子掲示板などでも、同様の文面をコピー&ペーストして広めるよう、脅迫するものも確認されている。2002年（平成14年）5月からは、2ちゃんねる（現・5ちゃんねる）に、自分が「アレ」と呼ばれる存在に憑依されて殺害されそうになっている体験談が転載されている。これを書いた者は、目的が「アレの存在を多くの人の目に触れさせて、憑依の対象となる人間を増やし、自分が標的になる確率を下げること」とだとし、この体験談の最後の文章の末尾に「ご自分の生存確率を上げたければ、この文章を少しでも多くの方の目に晒すことをおすすめします」と、拡散を促すよう記載されている。同様に「自己責任系」と呼ばれるこの種の話が、多くの形式で現れている。
2007年（平成19年）頃からは、俗に「神の手」と呼ばれる画像が、TwitterやLINEで頻繁にやり取りされている。これは、手のような形の雲から陽光が差し込んでいる光景の画像であり「幸せになってほしい人に送ると、受け取った人は幸せになり、願いが叶う」と文面にあるが、実際にはドイツのコンピューターセキュリティ企業であるG DATA Softwareにより、マルウェア（不正プログラム）の感染の危険性が指摘されている。2021年（令和3年）には芸能人がこの画像をInstagramに投稿したことが問題になり、注意喚起の報道が行われている。この「神の手」は、不幸の手紙から「不幸」の要素が消えて「幸福」に変化したものとも考えられている。
TikTokでは2022年頃より、音源動画にハッシュタグ「#いいことが起きる」をつけて投稿すると願いが叶うとされる「いいことが起こる音源」が流行しており、2023年（令和5年）春には高校生を中心として話題となり、アイ・エヌ・ジーによる高校生トレンドランキングにもランクインしている。不幸の手紙と同様、効能のほどは定かではないが、不幸の手紙と比較して、願いごとや幸福といった、平和に重点を置いているチェーンメールに変化していることから、放送作家の弘松メイは、「令和世代の思考性が垣間見える」と意見している。
手書きでの不幸の手紙は、転写の際に心理的な不安や緊張を伴うであろうことから、流行に伴って様々な変化や亜種が生まれたことに対して、インターネット上でのコピー・アンド・ペーストでは、同一の文章を一瞬で転写できることから、手書きのような文面の変化は生じないものと考えられていた。しかし電子掲示板での「自己責任系」やSNSでの「神の手」のような流行から、不幸の手紙や幸運の手紙は、常に様々なメディアを経て、様々に変化し、広まりつつあるとも考えられている。

## 流行の要因
都市伝説収集家の松山ひろしは、不幸の手紙の流行時期である1970年代を、世相の不安と紐づけて考えている。1970年には日本初のハイジャック事件であるよど号ハイジャック事件、同1970年に三島由紀夫の自殺、1971年には成田闘争、全日空機雫石衝突事故、大久保清による連続殺人事件、1972年にあさま山荘事件があったことから、松山ひろしはこうした不安な世相に乗ずる形で、不幸の手紙が広まったと指摘している。
先述の小池壮彦もまた、かつての幸運の手紙の流行時期である1920年代前後には、第一次世界大戦後の1918年（大正7年）の米騒動、出口王仁三郎率いる大本教の勢力拡大に伴って政府が弾圧を行った1921年（大正10年）の大本事件、そして1923年の関東大震災といった多くの事件や災害が重なることから、世相が不安に満ちているこうした時代が、幸運の手紙のようなものが流行しやすい、と述べている。また小池壮彦は、日本人はその心性として、災いをはねのけるより受け入れてしまいやすいために、不幸の手紙や幸運の手紙は、欧米人より日本人の方が広まりやすかった、との考えを示している。
昭和文化に長ける作家の串間努（昭和レトロ商品博物館名誉館長）は、手紙文化の浸透していた昭和時代が、流行の要因となったとの推測を述べている。折しも戦後は、小学生および中学生の間で、他の生徒と友情を結ぶための手紙の交換や、水害地などへの見舞状を盛んに出す傾向があった。1949年には、日本初の切手評論家である平岩道夫が、ペンフレンド運動の嚆矢といえる「郵便友の会」を結成しており、日本全国で約3000の学校に支部が置かれたほどだった。このことから串間努は、小学生や中学生が盛んに手紙で連絡を取り合っていたことが、幸福の手紙が流行する背景にあったと考えている。
立命館大学の社会心理学教授であるサトウタツヤは、1970年代は子供が増え、秩序ある生活が進行する一方で、不安な感情を吹き出せる場が減少したと考えられることから、不幸の手紙がそうした負の感情の流通経路の一つとなった可能性を示唆している。サトウタツヤは、成人ならば不安を酒などで紛らわすことが可能だが、子供にはそれは無理であるために、「不幸が起きるかもしれないという不安を、相手を選ばずに渡すことで手放すことは、子供にとって自然な反応だった」と分析している。
雑誌記者の雨宮裕介は、1970年代の高度経済成長期において、地方から都市へ人口が流入したことと、ある程度の家庭の豊かさが実現されたことが、全国的な流行の背景にある推察している。また雨宮裕介は、雑誌「ムー」の文通希望欄に不幸の手紙が殺到したように、「ムー」などの雑誌で、自分を「前世では戦士だった」と称して仲間を求める「戦士症候群」も、不幸の手紙の流行の温床となったと指摘している。1990年代の不幸の手紙の流行については雨宮は、この時期にはオウム真理教や幸福の科学の台頭、さらに精神世界がブームとなったことで、人々が心の安定や充足を求める一方で、その裏側に不幸の手紙が浸透していったと述べている。
インターネット上での不幸の手紙（不幸のメール）については、京都地域婦人団体連盟の事務局次長の長田三紀が、郵便代や手書きの手間がかかる不幸の手紙と違い、電子メールは低料金で手軽に転送できるために、急拡大に繋がったと分析している。先述の丸山泰明は、1990年代はまだインターネットに接続する手間が必要であったが、2000年代以降はスマートフォンを通じて時間や場所を選ばずに手元に情報が届くことから、こうした流行がさらに広まる可能性を述べている。

## 都市伝説との関連
1972年頃から流行した日本の都市伝説「カシマさん」は、カシマさんの話を聞くと怪異に遭うが、その話を一定の期日以内に一定の人数に対して伝えると、話した相手がカシマさんの怪異に遭う代わりに、自身は怪異を逃れることができるという説がある。また、1990年代末頃からチェーンメールで流布した都市伝説では、童謡の「サッちゃん」には知られざる4番の歌詞があり、歌詞の中ではサッちゃんが北海道で電車事故に遭った少女だと明かされており、その歌詞の内容を知ると怪異に遭うが、3時間以内に5人に歌詞の内容を教えると、怪異から逃れることができるとの話が、チェーンメールで流布している。
「一定の期日以内に複数人に物事を伝えなければ不幸が訪れる」「伝えれば不幸から逃れられる」という点が共通することから、作家・怪異妖怪愛好家の朝里樹は、不幸の手紙がこれらの都市伝説に影響を与えた可能性を示唆している。特にカシマさんについては、メディアで報じられたものは雑誌『平凡パンチ』1972年8月7・14日号の記事が最古と確認されており、同記事ではカシマさんを「化神魔サマの呪い」として、「幸運の手紙の口コミ版」としている。朝日新聞の1972年10月11日新潟地方版でも「幸福の手紙に似る」と報じられている。先述の松山ひろしも同様に、「カシマさん」は不幸の手紙をもとに創作されたものであり、手紙を止めると不幸になる理由付けとして、不幸をもたらす者として、霊としてのカシマさんの姿形が作り出され、口承で伝えられる過程において、手紙という性質が抜け落ちて、「話を聞いた人のもとへ妖怪が現れる」と変化した、との推察を述べている。

## 創作作品での扱い
藤子・F・不二雄の漫画『ドラえもん』のエピソードとして1977年に発表された「不幸の手紙同好会」は、野比のび太が不幸の手紙を受け取り、他の誰かに不幸を押しつけることに苦悩しているところへ、ドラえもんが、郵便物の差出人を突き止めるひみつ道具「郵便逆探知器」を使って、差出人が骨川スネ夫だと突き止めて、スネ夫を懲らしめるものである。このことで、漫画の題材に取り上げられるほど、不幸の手紙が子供たちの間に浸透していたことがうかがえる。
教育学者の岸圭介が監修を務め、『ドラえもん』を学習書として再編集した『学年別ドラえもん名作選』においては、このエピソードを道徳および情報モラルの面から分析し、「不幸の手紙を出すことで相手に迷惑がかかる」と悩むのび太、まったく相手にしないドラえもん、両方の姿勢を正解としており、インターネットのリテラシーに通じるともしている。
藤子不二雄Ⓐによる漫画『魔太郎がくる!!』のエピソード「不幸の手紙などこわくない!!」では、主人公の浦見魔太郎が不幸の手紙を受け取り、超能力で差出人に復讐する物語が描かれている。のび太と魔太郎は共にいじめられっ子であり、2作品は「いじめられっ子が不幸の手紙を受取り、超常的な手段で相手にやり返す」という図式が共通している。藤子不二雄こと藤子・F・不二雄と藤子不二雄Ⓐは実際に子供の頃にいじめられっ子だったことから、先述の丸山泰明は、藤子不二雄2人が不幸の手紙に思い悩む子供たちの立場に立って、これらの漫画を描いたものと見ている。
藤子不二雄2人と同時期に発表されたつのだじろうの漫画『恐怖新聞』のエピソード「不幸の手紙」は、級友たちに不幸の手紙を送りつけた男子生徒が、霊からの罰を受けるという内容である。罰を与える者が霊であることは、つのだじろうらしい心霊漫画の展開ではあるが、不幸の手紙自体については、つのだはオカルトの面からまったく相手にしておらず、「不幸になった者などいない」「こんなものを信じるな」といったメッセージを突きつけるわけであり、初見健一はこの点に興味を示している。
また『ドラえもん』でも『恐怖新聞』でも、不幸の手紙自体は基本的に「馬鹿げた悪戯」「馬鹿馬鹿しいもの」として完全に否定され、その発信者や加担者が懲らしめられる点においては共通している。このことから初見健一は、作者である漫画家たちが、無意味で馬鹿馬鹿しい怯えから子供たちを解放したい、との思いを抱いていたものとも分析している。
赤塚不二夫の漫画『天才バカボン』で1974年（昭和49年）に発表されたエピソード「不幸のピーナッツの手紙ですのだ」も、不幸の手紙を題材としており、「不幸のピーナッツ」なるものが「48時間以内に食べたら死ぬ」と書かれた手紙と一緒に送られてくる話である。冒頭では赤塚不二夫より「このピーナッツはフィクションであり、いかなる団体ピーナッツ、個人ピーナッツにも関係ありません」との前書きがあり、内容がやや衝撃的なためにクレームに備えて書かれたものと見られている。奇しくもこの2年後、ロッキード事件において賄賂のことを「ピーナッツ」と呼んでいたことが明らかになり、世間では「黒いピーナッツ」が流行語となったことから、赤塚の先見の明を評する声もある。
さくらももこによる漫画『ちびまる子ちゃん』の「まる子 不幸の手紙をもらう」でも、不幸の手紙は登場する。この作品の発表時期は1990年代だが、主人公のまる子（さくらももこ）は小学3年生の設定、漫画の作者のさくらももこは1964年（昭和39年）生であり、さくらの小学3年の時期は不幸の手紙の流行時期と重なることから、作者自身、またはその周囲の実体験をもとにしたエピソードともみられている。またこの作中では、まる子が不幸の手紙に恐怖し、父のヒロシが手紙を破り捨てて解決している。漫画家・コラムニストのカレー沢薫は、不幸の手紙や令和以降のチェーンメールには何の力もないが、それを巡る行動により不幸に陥る可能性があるとして、父ヒロシのような行動こそを、最良の対策として評価している。
不幸の手紙そのものではないが、鈴木光司による小説『リング』でも、呪いのビデオを見た者は1週間後に突然死してしまうが、そのビデオテープをダビングして他の人間に見せれば死を避けられることから、「一定期間後に不幸が訪れるが、他人に拡散すれば回避できる」という要素が、不幸の手紙から始まるチェーンメールに類似している、との指摘がある。初見健一も、映画版の『リング』を見た後に、自分の小学生時代に体験した不幸の手紙の騒動に似た感覚をおぼえた、と語っている。文芸評論家の東雅夫は、不幸の手紙の背景には不特定の者たちの悪意の連鎖が存在しており、その仕組みを丸ごと商品化したものが『リング』だとの考えを示している。映画評論家の中条省平も『リング』について、「不幸の手紙の陰湿な表現力に着目して製作された作品」と指摘している。書評家の朝宮運河もまた、『リング』および三津田信三の『のぞきめ』、澤村伊智の『ずうのめ人形』のように、呪いが人から人へ拡散していゆく展開の作品を「不幸の手紙に似た怖さ」と表現している。また、電子メール普及後に「不幸のメール」を受け取った人々からは「『リング』のようで怖い」との声が多く聞かれ、日本コンピュータクラブ連盟の理事長である山本隆雄は、不幸のメールの流行を「『リング』の影響が大きいのではないか」と指摘している。実際に1999年には、不幸のメールのバリエーションの一つとして、『リング』の作中で呪いの元凶として登場する人物・山村貞子を真似たと見られ、「転送しないと貞子に呪われる」とする「貞子メール」の流行も確認されている。